# ابن عيسى
هو أبو عبد الله محمد بن أحمد بن عيسى، أحد أدباء العصر السعدي، كان رئيس كتاب المنصور، وله مشاركة واسعة في التاريخ والأداب، وشهرته ديوان الإنشاء والرسائل قد حجبت مواهبه الأخرى، ومواهبه قد اكتسبته منزلة رفيعة لدى المنصور مما أكتب الحاقدين عليه، ودخل السجن ومكث فيه إلى أن مات. 
أسلوب بن عيسى سهل واضح، وشعره برنة موسيقية رتيبة، من مؤلفاته -الممدود والمقصور في سنا السلطان أبي العباس المنصور.
من مقامة نقدية تحليلية عن أدباء عصره: قلت: وأين العلامة أبو عبد الله، محمد بن القاسم الشريف ؟. فقال: البحر الذي لا يخاض لجه،والطود الذي لا يسلك فجه، والموسم الذي لا يخف تجه وعجه، شخص العلم والعمل،